# Émile Poilvé
Émile Poilvé   (Mégrit, 22 de setembre de 1903 - Lescouët-Jugon, 11 d'octubre de 1962) va ser un lluitador francès que va compaginar la lluita lliure i la lluita grecoromana durant les dècades de 1920 i 1930.
Durant la seva carrera esportiva va prendre part en tres edicions dels Jocs Olímpics d'Estiu, el 1928, 1932 i 1936. El millor èxit el va aconseguir el 1936, als Jocs de Berlín, on va guanyar la medalla d'or en la prova del pes mitjà del programa de lluita lliure.
En el seu palmarès també destaca una medalla de bronze al Campionat d'Europa de lluita de 1930.